# Beretta ARX 160
Le Beretta ARX 160 est un fusil d'assaut fabriqué par l'entreprise Pietro Beretta S.p.A..

## Caractéristiques
Développé pour les forces armées italiennes dans le cadre du programme du Soldat du Futur (Soldato Futuro en italien), l'ARX 160 a été lancé en 2008 comme un système d'arme commercial indépendant du projet du Soldat du Futur, il est complété par un lance-grenades de 40 mm appelé GLX-160, qui peut se placer sous l'arme ou être utilisé indépendamment comme un lance-grenades autonome.
L'ARX 160 s'écarte du précédent système d'arme du Beretta AR 70/90 sous plusieurs points de vue. Cette arme est composée de deux récepteurs, les deux fabriqués la plupart en polymère, et fonctionne grâce à un système de piston à faible course, l'alimentation est faite à travers des magasins STANAG. Cette arme a l'avantage d'être ambidextre.
On peut remarquer que sa crosse est rétractable sur environ la moitié de sa longueur et qu'elle est repliable.
Ce détail permet de réduire l'encombrement de l'arme en cas de besoin et la modularité générale de la crosse rend l'ARX-160 plus adaptable pour le tireur en fonction de sa morphologie.
Entre autres, sur le dessus, le dessous et les côtés, il dispose de rails Picatinny.

## Utilisateurs

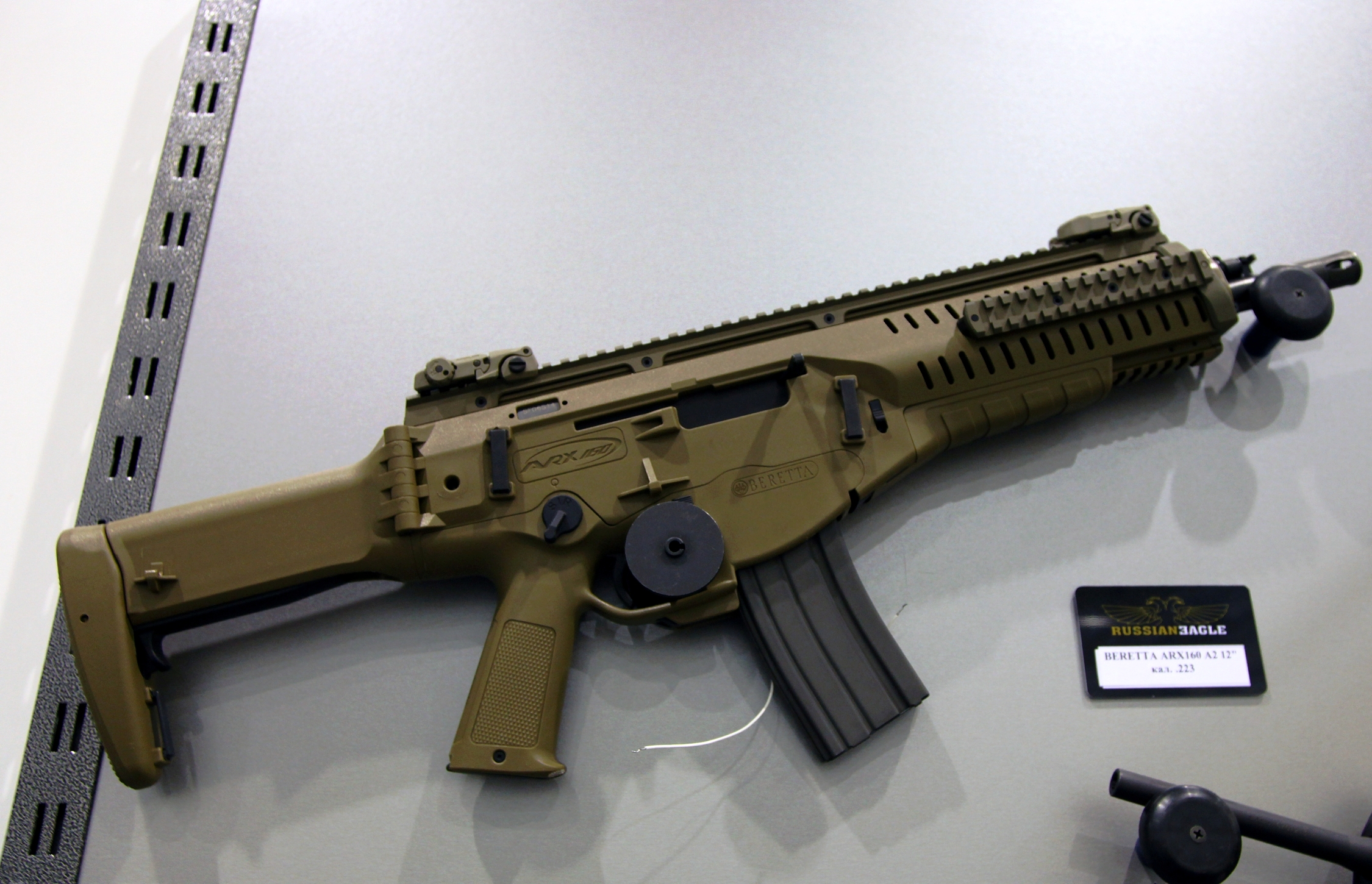
Le Beretta ARX-160 A2 est muni d'un canon de 30 cm

- Albanie : Forces armées albanaises et forces spéciales de la police (RENEA) [1]
- Algérie : Utilisés par les forces spéciales algériennes[2].
- Égypte : Des ARX-160SF pour les forces spéciales de la marine
- Italie : Armée de terre italienne[1]
- Kazakhstan : Forces spéciales, calibre 7,62x39 mm, depuis 2013.
- Turkménistan : 1.680 fusils et 150 GLX-160 ont été commandés en 2011.

## Candidats
- France : l'ARX160 était l’un des candidats au remplacement du FAMAS au sein des forces armées françaises[3] dans le cadre du projet AIF.

## Dans la culture populaire
- L'ARX 160 est l'arme du commandant Kovaks (joué par Djimon Hounsou) dans le film de guerre français Forces Spéciales, alors qu'il n'est pas en service au sein du COS mais seulement en phase de test.

- Il est disponible dans les jeux Tom Clancy's Splinter Cell: Blacklist et Rainbow Six: Siege, en attaque, avec l'opérateur Nomad.

- Il est utilisable dans les TPS Hitman : Absolution, en tant que "fusil d'assaut de l'Agence", *Il est disponible dans le jeu Uncharted 4: A Thief's End.

- Il est aussi disponible dans le FPS Battlefield 4 avec le 3e DLC "Naval Strike" sous le nom d'AR160. Il peut être utilisé avec un laser de visée dans le jeu Call of Duty: Ghosts. Il peut aussi être utilisé dans le jeu Call of Duty: Advanced Warfare sous forme de fusil d'assaut, il tire par rafales de 3 balles ainsi que dans Call of Duty: Infinite Warfare sous le nom de OSA. Il est aussi utilisable dans le jeu Call of Duty: Modern Warfare - Mobilized sur la Nintendo DS.

- Il est également disponible dans les FPS Warface, Alliance of Valiant Arms, Ironsight, BlackSquad et Cross Fire sous son nom original.